# Easton (Norfolk)
Pour les articles homonymes, voir Easton.
Easton est une paroisse civile et un village du Norfolk, en Angleterre.